# Justin Anderson
Pour les articles homonymes, voir Anderson.
Justin Lamar Anderson, né le 19 novembre 1993 à Montross en Virginie, est un joueur américain de basket-ball. Il mesure 1,96 m, et évolue aux postes d'arrière et d'ailier.

## Palmarès
- Third-team All-American – NABC (2015)
- Second-team All-ACC (2015)
- ACC Sixth Man of the Year (2014)

## Statistiques

### Universitaires
Les statistiques de Justin Anderson en matchs universitaires sont les suivantes :
| Année     | Équipe   | Matches | Titul. | Min./m. | %tir | %3pts | %l-f | rbds/m. | pass/m. | int/m. | ctr/m. | pts/m. |
| --------- | -------- | ------- | ------ | ------- | ---- | ----- | ---- | ------- | ------- | ------ | ------ | ------ |
| 2012-2013 | Virginie | 35      | 17     | 24,0    | 42,0 | 30,3  | 77,3 | 3,31    | 2,31    | 0,86   | 1,20   | 7,60   |
| 2013-2014 | Virginie | 37      | 5      | 21,5    | 40,7 | 29,4  | 71,6 | 3,24    | 1,46    | 0,35   | 0,76   | 7,84   |
| 2014-2015 | Virginie | 26      | 23     | 27,8    | 46,6 | 45,2  | 78,0 | 4,04    | 1,73    | 0,65   | 0,50   | 12,19  |
| Total     | Total    | 98      | 45     | 24,1    | 43,0 | 35,7  | 75,5 | 3,48    | 1,84    | 0,61   | 0,85   | 8,91   |

## Records sur une rencontre en NBA
Les records personnels de Justin Anderson en NBA sont les suivants, :
| Type de statistique        | Saison régulière | Saison régulière           | Saison régulière | Playoffs | Playoffs                  | Playoffs      |
| Type de statistique        | Record           | Adversaire                 | Date             | Record   | Adversaire                | Date          |
| -------------------------- | ---------------- | -------------------------- | ---------------- | -------- | ------------------------- | ------------- |
| Points                     | 26               | @ Knicks de New York       | 12 avril 2017    | 14       | @ Thunder d'Oklahoma City | 25 avril 2016 |
| Paniers marqués            | 9                | 4 fois                     | 4 fois           | 5        | @ Thunder d'Oklahoma City | 25 avril 2016 |
| Paniers tentés             | 19               | @ Warriors de Golden State | 9 novembre 2016  | 10       | @ Thunder d'Oklahoma City | 25 avril 2016 |
| Paniers à 3 points réussis | 5                | Bucks de Milwaukee         | 11 avril 2018    | 3        | Raptors de Toronto        | 23 août 2020  |
| Paniers à 3 points tentés  | 12               | 2 fois                     | 2 fois           | 5        | 2 fois                    | 2 fois        |
| Lancers francs réussis     | 8                | Grizzlies de Memphis       | 8 avril 2016     | 5        | Thunder d'Oklahoma City   | 21 avril 2016 |
| Lancers francs tentés      | 8                | 2 fois                     | 2 fois           | 6        | Thunder d'Oklahoma City   | 21 avril 2016 |
| Rebonds offensifs          | 5                | 2 fois                     | 2 fois           | 3        | 3 fois                    | 3 fois        |
| Rebonds défensifs          | 8                | 4 fois                     | 4 fois           | 4        | 3 fois                    | 3 fois        |
| Rebonds totaux             | 12               | Bucks de Milwaukee         | 31 mars 2019     | 7        | Thunder d'Oklahoma City   | 23 avril 2016 |
| Passes décisives           | 7                | @ Warriors de Golden State | 9 novembre 2016  | 2        | 2 fois                    | 2 fois        |
| Interceptions              | 3                | 4 fois                     | 4 fois           | 3        | @ Thunder d'Oklahoma City | 25 avril 2016 |
| Contres                    | 3                | Grizzlies de Memphis       | 8 avril 2016     | 1        | 4 fois                    | 4 fois        |
| Balles perdues             | 4                | 2 fois                     | 2 fois           | 2        | Thunder d'Oklahoma City   | 23 avril 2016 |
| Minutes jouées             | 41               | @ Warriors de Golden State | 9 novembre 2016  | 24       | @ Thunder d'Oklahoma City | 25 avril 2016 |

- Double-double : 2
- Triple-double : 0

Dernière mise à jour : 17 août 2022